# ساحة سوق الخيل
ساحة سوق الخيل ساحة من ساحات مدينة دمشق، تقع جنوب سوق صاروجا، شرق ساحة المرجة، تخصصت بتجارة الخيول وتمويل الخيالة في العهد السلجوقي والأيوبي.